# Teatro romano di Trieste

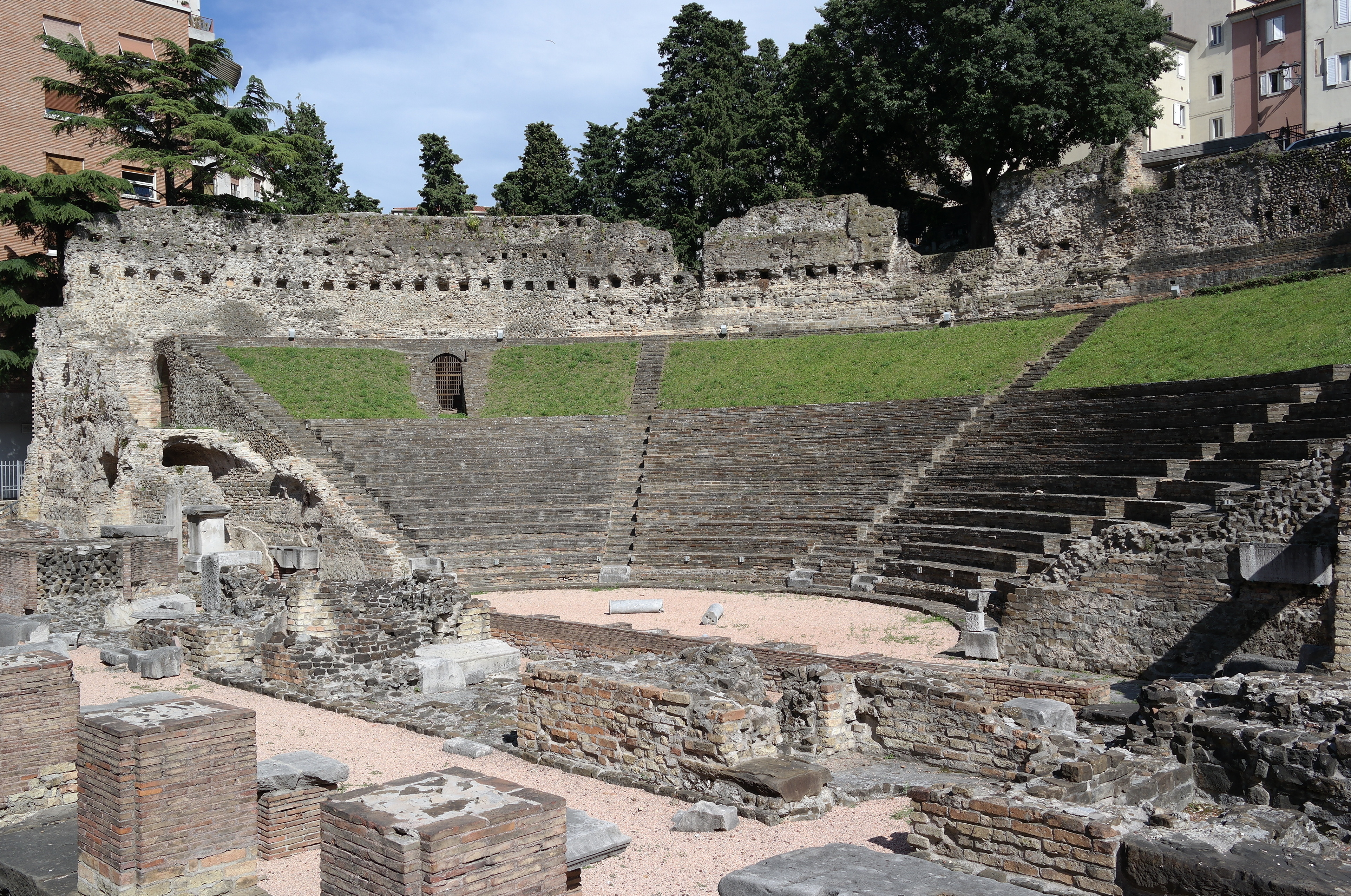
Il Teatro romano di Trieste visto dalla cavea

Il teatro romano di Trieste si trova ai piedi del colle di San Giusto, in pieno centro della città, al limitare della città vecchia, tra via Donota e via del Teatro Romano.
All'epoca della sua costruzione il teatro si trovava fuori dalle mura cittadine ed in riva al mare, che a quel tempo giungeva sino in quella zona. Sulle sue gradinate, costruite anche sfruttando la naturale pendenza del colle, potevano venir ospitati, a seconda delle varie fonti, dai 3.500 ai 6.000 spettatori. La costruzione del teatro viene datata alla fine del I secolo a.C.; fu poi ampliato all'inizio del II secolo d.C. Probabilmente fu costruito per volere del triestino Quinto Petronio Modesto, procuratore e flamine dell'imperatore Traiano, citato in diverse iscrizioni, che secondo altre fonti ne curò invece solamente degli interventi di rinnovamento.
Nel corso dei secoli il teatro venne poi nascosto dalle case che vi sorsero sopra. Ritenuto perduto, venne individuato nel 1814 dall'architetto Pietro Nobile, ma solo nel 1938 venne riportato alla luce, durante la demolizione di una parte della città vecchia.

Le statue e iscrizioni rinvenute negli scavi sono conservate presso il Lapidario Tergestino, al Castello di san Giusto, al Civico Museo del Castello.

## La struttura

Pianta del teatro.

La cavea sfrutta la collina su cui si adagia, secondo l'uso greco; la gradinata si sviluppa attorno all'orchestra. Il teatro è suddiviso verticalmente in settori da cinque scale e orizzontalmente in due ripiani da corridoi. Un possente muro semicircolare che reggeva la copertura conclude a monte l'edificio, del quale rimangono pure la scena rettangolare con pilastri e cinque porte. Il proscenio fisso, ornato di statue e nicchie, si ergeva probabilmente con grande suggestione sul mare, che, in epoca romana, lambiva il teatro.

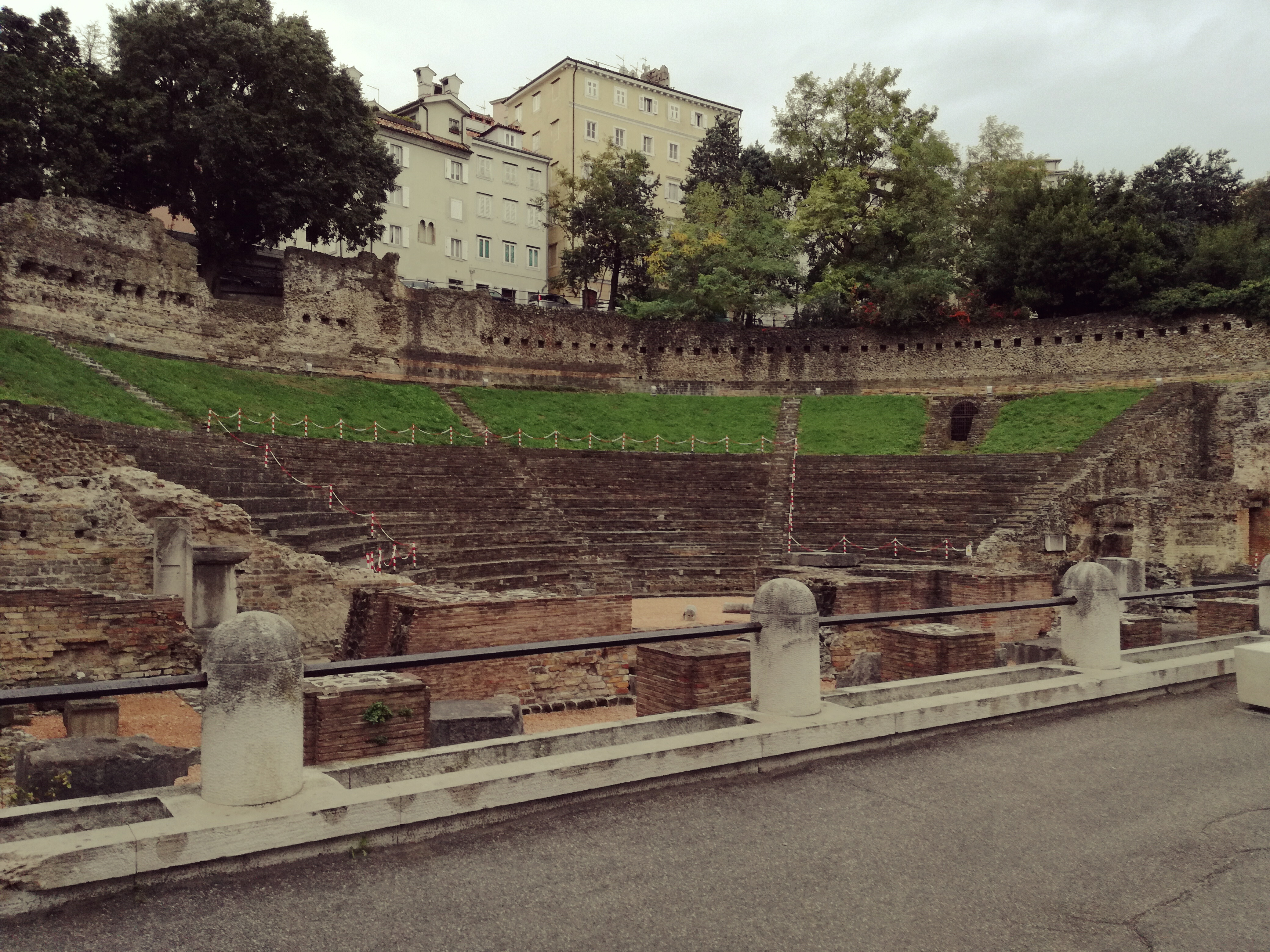
Teatro romano di Trieste: vista frontale